# Stambedar
Štambedar (ponegdje nazivan Stambedar) je nenaseljeni otočić u hrvatskom dijelu Jadranskog mora, na Paklenim otocima pored grada Hvara. 
Njegova površina iznosi 0,03 km². Dužina obalne crte iznosi 0,71 km.
Kod Štambedra su ostatci brodoloma iz 17./18. stoljeća.